# Dcraw
dcraw (prononcé di-ci-ro) est un logiciel libre de décodage de fichiers de photographiques numériques au format brut, tels que fournis par le capteur photographique, et que l'on trouve sur appareil photographique reflex numérique, et parfois sur certains hybrides ou compacts. Il a été écrit par Dave Coffin.
Il gère entre autres les images aux formats :
- Canon CRW et format du firmware de hack, libre, CHDK pour compact et bridge Canon ;
- Fuji X-Trans ;
- Kodak KDC ;
- Leica ;
- Minolta ;
- Nikon NEF ;
- Olympus ;
- Panasonic,
- Sony SRF

## Utilisations
Dcraw utilise une Interface en ligne de commande.
Il est à la base de diverses applications de traitement graphique de haut niveau, telles que des visualiseurs et des convertisseurs, à la fois gratuits et propriétaires.
Il est utilisé entre autres par les logiciels :
- Affinity Photo — Logiciel de traitement d'images matricielles.
- Darkroom — logiciel de post-traitement de photographies numériques.
- DarkTable — logiciel de post-traitement de photographies numériques.
- DigiKam — Logiciel de gestion de collections de photographies
- Geeqie — Logiciel de visualisation et gestion légère de collections de photographies
- Gimp — Logiciel de traitement d'images matricielles.
- RawTherapee — logiciel de post-traitement de photographies numériques.
- Thunar — Gestionnaire de fichier du bureau XFCE.
- UFRaw — Une interface permettant d'utiliser DCRaw avec une interface graphique.
- Konvertor - Logiciel gratuit de visualisation et conversion de fichiers sous Windows
- cr2convertor- Logiciel gratuit de conversion de fichiers sous Windows